# 陳景明 (游泳運動員)
陳景明（1954年3月17日—），本名陳耀邦，香港游泳運動員，曾代表中華民國參加1968年夏季奧林匹克運動會游泳比賽，於男子200公尺仰式項目以2分46秒9名列預賽第30名，200公尺個人混合式項目則以2分44秒9排名預賽第45名，兩項目皆未晉級決賽。隨後亦代表中華民國參與1970年亞洲運動會。此外，他也是維港渡海泳尖沙咀至中環路線的男子紀錄保持者。

## 家庭
陳景明的兄長陳耀海，弟弟陳耀宗、陳念發、陳念成也都是游泳運動員。

## 著作
- 《游泳技術》學海出版社出版[2]。
- 《香港游泳史》